# Сільвія Коллас
Сільвія Коллас (нар. 4 травня 1974, Софія, як Силвія Алексієва (болг. Силвия Алексиева) — французька шахістка болгарського походження, гросмейстер серед жінок від 1998 року, міжнародний майстер від 2005 року.

## Шахова кар'єра
На початку 1990-х років увійшла до когорти провідних болгарських шахісток. 1992 року посіла 2-ге місце (позаду Маї Коен) на чемпіонаті країни, який відбувся в Пернику. 1993 року в місті Свитави здобула срібну медаль, а рік по тому в Літомишлі перемогла на чемпіонаті Європи серед дівчат до 20 років. 2002 року виграла другу в кар'єрі срібну медаль чемпіонату Болгарії (Пловдив, позаду Маргарити Войської).
2002 року вийшла заміж за міжнародного майстра Дідьє Колласа, змінивши громадянство. 2005 року посіла 4-те місце (позаду Катерини Лагно, Надії Косинцевої і Олени Дембо) на чемпіонаті Європи, який відбувся в Кишиневі. Чотири рази здобувала медалі чемпіонату Франції: золоту (Екс-ле-Бен 2007), срібну (Екс-ле-Бен 2003, позаду Софі Мільє) і дві бронзові (Валь-д'Ізер 2004, позаду Альміри Скрипченко і Софі Мільє, а також По 2008, позаду Софі Мільє і Марії Леконт).
Досягнула низки інших успіхів, зокрема: поділила 3-тє місце в Надолу (1995, зональний турнір, позаду Петри Крупкової й Моніки Бобровської, разом з Еленою Раду і Антоанетою Стефановою), поділила 2-ге місце в Клішах (2002, позаду Овідіу Фойшора, разом із, зокрема, Крістіною Аделою Фойшор і Дідьє Колласом), посіла 1-ше місце в Бейруті (2003, чемпіонат середземноморських країн серед жінок), поділила 2-ге місце в Рошфорі (2005, позаду Юрія Солодовніченка, разом з Еріком Пріє, Венціславом Інкьовим, Дідьє Колласом і Марком Санто-Романом) і поділив 2-ге місце в Бенаске (2005, позаду Тетяною Кононенко, разом з Еленою-Лумініцою Космою).
Неодноразово представляла Болгарію і Францію на командних змаганнях, зокрема:
- дев'ять разів на шахових олімпіадах (1994, 1996, 1998, 2000, 2002, 2004, 2008, 2010, 2012); медалістка: в особистому заліку — срібна (2012 — 4-та шахівниця)[5],
- на командному чемпіонаті світу (2013)[6],
- п'ять разів на командних чемпіонатах Європи (1999, 2007, 2009, 2011, 2013)[7],
- на BŁĄD; медалістка: в командному заліку — срібна (1992)[8],
- на BŁĄD[9].

Найвищий рейтинг Ело в кар'єрі мала станом на 1 жовтня 2007 року, досягнувши 2408 очок ділила тоді 54-55-те місце в світовому рейтинг-листі ФІДЕ (разом з Алісою Марич), одночасно займаючи 3-тє місце серед французьких шахісток (позаду Марі Себаг і Ельміри Скрипченко).